# 로미
로미(민난어: ló͘-mī) 또는 루몐(중국어 간체자: 卤面, 정체자: 滷麵, 병음: lǔmiàn)은 중국 남부 및 동남아시아에서 먹는 국수 요리이다. 푸젠성의 장저우, 취안저우, 푸저우, 푸톈 지역 음식이며, 말레이시아와 싱가포르 등지에서 즐겨 먹는 말레이시아 화교 음식이기도 하다.

## 같이 보기
- 호키엔 미